# Hlaignbwe
Hlaignbwe (pwo de l'Est : ဍုံပါ်စံင် ; môn : လိုၚ်ဗၟဲ ; karène sgaw :  လူၢ်ပျဲၢ်;) est une ville de l'État de Kayin, autrefois appelé État Karen. Elle est le chef-lieu du township de Hlaignbwe dans le district de Pa-An.